# Turris Mamilia
A Turris Mamilia foi um marco na Roma Antiga. Ele estava localizado em Subura, um bairro densamente povoado e notoriamente animado da cidade. A existência da torre é atestada por uma inscrição, e é mencionada por Festus.
A torre, considerada pelos romanos como "muito antiga", ainda estava de pé no início da era imperial. Pensa-se que o seu nome vem da gens Mamilia, um clã originário de Tusculum que às vezes usava o cognome Turrinus, uma forma adjetiva de turris. A sua genealogia mítica afirmava ser descendente de Telegonus e Circe. A Torre Mamilian figurou na luta ritual entre os Suburaneses, moradores da Subura, e os Sacravienses que viviam ao longo da Via Sacra, pela posse da cabeça decepada do Cavalo de Outubro. Quando os Suburaneses venceram, a cabeça foi exposta no Turris Mamilia; o destino rival era a Regia, a residência original dos reis romanos. Supõe-se, portanto, que os Mamilii reivindicaram o status real no período régio. Eles escaparam do ódio tradicional dirigido aos Tarquins por meio de um serviço incontestável à República.
O que exactamente era a torre não é claro: talvez "uma espécie de torre de cascalho ".